# Юная мисс США 1988
Юная Мисс США 1988 (англ. Miss Teen USA 1988) — 6-й национальный  конкурс красоты Юная мисс США, проводился в Orange Pavilion, Сан-Бернардино, Калифорния. Победительницей стала 16-летняя Минди Дункан, представлявшая штат Орегон.
Первый год, когда конкурс проводился в Сан-Бернардино. Ведущим вечера стал Дик Кларк и комментарии Трэйси Скоггинс.

## Результаты

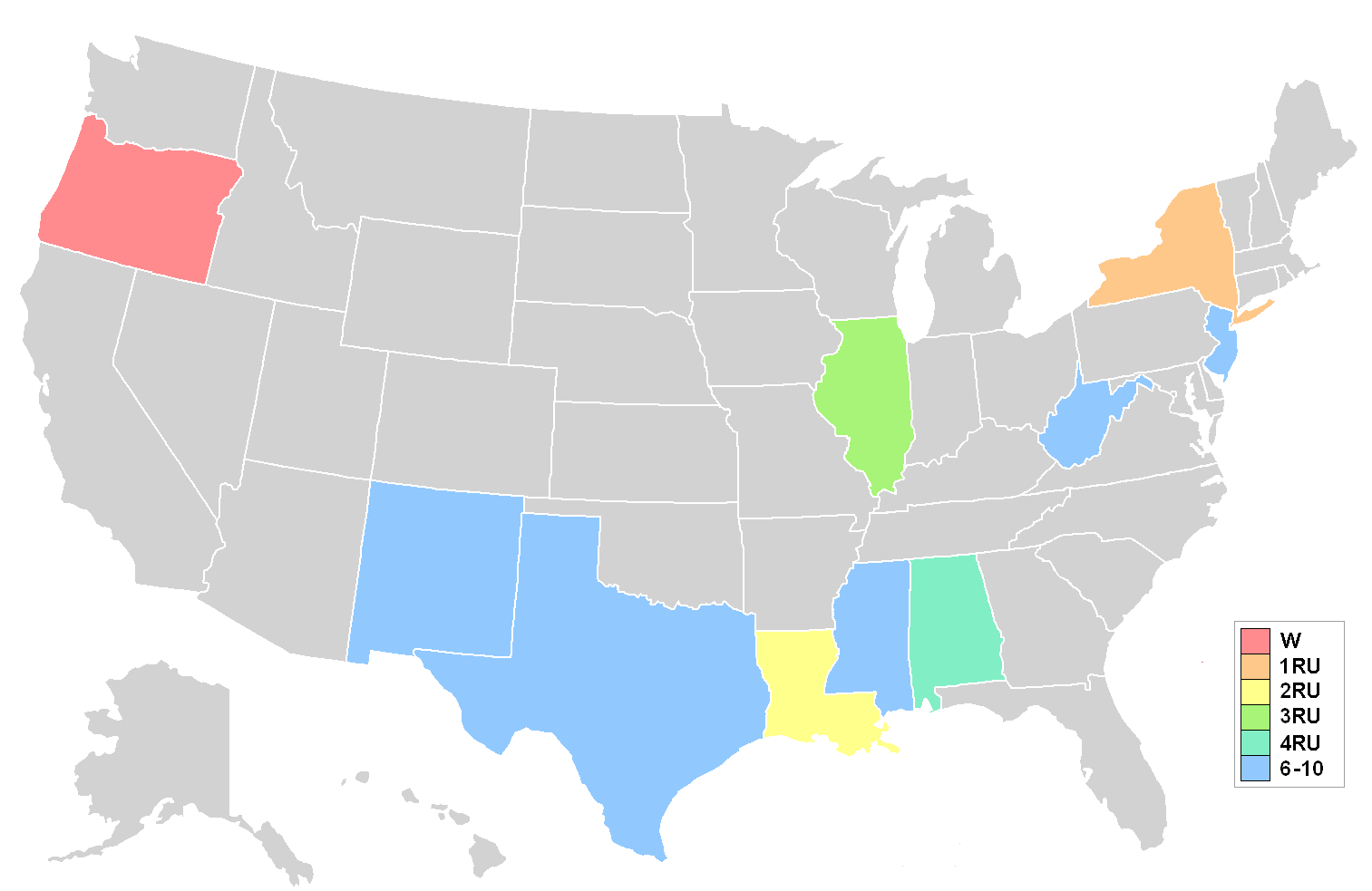
Штаты участницы Юная Мисс США 1988

### Места
| Итоговый результат | Участница |
| ------------------ | --- |
| Юная Мисс США 1988 | - Орегон — Минди Дункан |
| 1-я Вице-мисс      | - Нью-Йорк — Джессика Коллинз |
| 2-я Вице-мисс      | - Луизиана — Эми Питч |
| 3-я Вице-мисс      | - Иллинойс — Кэтлин Макклеллан |
| 4-я Вице-мисс      | - Алабама — Анна Мингус |
| Топ 10             | - Миссисипи — Хони Ист - Нью-Джерси — Мишель Книпфельберг - Нью-Мексико — Джилл Васкес - Техас — Либби Пелтон - Западная Виргиния — Венди Стивенс |

### Специальные призы
| Награда              | Участница                                       |
| -------------------- | ----------------------------------------------- |
| Мисс Конгениальность | - Алабама — Бет Уолдрон - Теннесси — Мисси Пирс |
| Мисс Фотогеничность  | - Иллинойс — Кэтлин Макклеллан                  |
| Лучший костюм штата  | - Калифорния — Элисон Морено                    |

### Оценки участниц
| \| Штат \| Интервью \| Купальный костюм \| Вечернее платье \| Средний балл \| \| ----------------- \| -------- \| ---------------- \| --------------- \| ------------ \| \| Нью-Йорк \| 9.155 \| 9.394 \| 9.494 \| 9.347 \| \| Иллинойс \| 9.238 \| 9.283 \| 9.300 \| 9.273 \| \| Луизиана \| 9.205 \| 9.131 \| 8.961 \| 9.099 \| \| Алабама \| 8.842 \| 9.072 \| 9.348 \| 9.087 \| \| Орегон \| 9.072 \| 9.027 \| 9.122 \| 9.073 \| \| Техас \| 9.133 \| 8.916 \| 9.072 \| 9.040 \| \| Нью-Джерси \| 9.016 \| 9.033 \| 8.822 \| 9.029 \| \| Нью-Мексико \| 8.872 \| 9.013 \| 8.822 \| 9.013 \| \| Миссисипи \| 8.872 \| 8.966 \| 8.794 \| 8.877 \| \| Западная Виргиния \| 8.516 \| 8.838 \| 8.711 \| 8.688 \| | Победительница 1-я Вице Мисс 2-я Вице Мисс 3-я Вице Мисс 4-я Вице Мисс |                  |                 |              |
| Штат | Интервью                                                               | Купальный костюм | Вечернее платье | Средний балл |
| Нью-Йорк | 9.155                                                                  | 9.394            | 9.494           | 9.347        |
| Иллинойс | 9.238                                                                  | 9.283            | 9.300           | 9.273        |
| Луизиана | 9.205                                                                  | 9.131            | 8.961           | 9.099        |
| Алабама | 8.842                                                                  | 9.072            | 9.348           | 9.087        |
| Орегон | 9.072                                                                  | 9.027            | 9.122           | 9.073        |
| Техас | 9.133                                                                  | 8.916            | 9.072           | 9.040        |
| Нью-Джерси | 9.016                                                                  | 9.033            | 8.822           | 9.029        |
| Нью-Мексико | 8.872                                                                  | 9.013            | 8.822           | 9.013        |
| Миссисипи | 8.872                                                                  | 8.966            | 8.794           | 8.877        |
| Западная Виргиния | 8.516                                                                  | 8.838            | 8.711           | 8.688        |

## Участницы
| - Айдахо — Рене Григгс - Айова — Стейси Хорст - Алабама — Анна Мингус - Аляска — Джолин Джеффкот - Аризона — Кристен Петерсон - Арканзас — Джессика Уэлч - Вайоминг — Мишель Апостолес - Вашингтон — Карен Петре - Вермонт — Андреа Варни - Виргиния — Одра Уилкс - Висконсин — Дженнифер Шваленберг - Гавайи — Мишель Вонг - Делавэр — Эдит Сентер - Джорджия — Эрин Нэнс - Западная Виргиния — Венди Стивенс - Иллинойс — Кэтлин МакЛелланд - Индиана — Дебора Линдбоу - Калифорния — Элисон Морено (дисквалифицирована) - Канзас — Дженнифер Истес - Кентукки — Марти Хендрикс - Колорадо — Лия Кроуфорд - Коннектикут — Бобби Джо Шанахан - Луизиана — Эми Питч - Массачусетс — Алисия Гаврис - Миннесота — Джули Уорд - Миссисипи — Хони Ист | - Миссури — Беверли Боутрайт - Мичиган — Мелисса Синкевичс - Монтана — Кристен Андерсон - Мэн — Кристин Депре - Мэриленд — Шерри Твилли - Небраска — Памела Браун - Невада — Эрин Абернати - Нью-Гэмпшир — Криста Джонс - Нью-Джерси — Мишель Книпфельберг - Нью-Йорк — Джессика Коллинз - Нью-Мексико — Джилл Васкес - Огайо — Тереза Мерола - Оклахома — Линда Парсонс - Вашингтон (округ Колумбия) — Сабрина Кертис - Орегон — Минди Дункан - Пенсильвания — Дезире Фесс - Род-Айленд — Дебби Питерс - Северная Дакота — Дженнифер Семинари - Северная Каролина — Мишель Мур - Теннесси — Мисси Пирс - Техас — Либби Пелтон - Флорида — Холли Николсон - Южная Дакота — Джиллейн Фоссум - Южная Каролина — Николь Адамс - Юта — Кэтлин Тредуэй |

## Судьи
- Роз Райан
- Эллисон Браун[англ.]
- Пол Креппел
- Марина Сиртис
- Шон Хэмилтон
- Татянна
- Умберто
- Дин Батлер
- Джуди Зерафа
- Кристи Фихтнер
- Скотт Хэмилтон